# Coussac-Bonneval
Coussac-Bonneval (tiếng Occitan: Coçac) là một xã của tỉnh Haute-Vienne, thuộc vùng Nouvelle-Aquitaine, miền trung nước Pháp.